# Gynacantha ryukyuensis
Gynacantha ryukyuensis – gatunek ważki z rodziny żagnicowatych (Aeshnidae). Występuje na japońskim archipelagu Riukiu; stwierdzony także na Tajwanie i w Hongkongu.